# Parafia Niepokalanego Poczęcia Maryi Panny w Radwanicach
Parafia Niepokalanego Poczęcia Maryi Panny w Radwanicach – parafia rzymskokatolicka znajdująca się w Ostrawie, w dzielnicy Radwanice, w kraju morawsko-śląskim w Czechach. Należy do dekanatu Ostrawa diecezji ostrawsko-opawskiej.

## Historia
Parafia została erygowana w 1906 roku, po wydzieleniu z parafii w Polskiej Ostrawie. Jej pierwszym proboszczem został Ferdinand Stibor. Podległa była dekanatowi karwińskiemu w wikariacie generalnym austriackiej części diecezji wrocławskiej.
Po I wojnie światowej Radwanice znalazły się w granicach Czechosłowacji, wciąż jednak podległe były diecezji wrocławskiej, pod zarządem specjalnie do tego powołanej instytucji zwanej: Knížebiskupský komisariát niský a těšínský. 15 stycznia 1920 doszło do rozłamu wśród wiernych, kiedy to powstała pierwsza, czyli najstarza parafia nowego Kościoła Czechosłowackiego, na czele której stanął Ferdinand Stibor. W 1921 kościół husycki w Radwanicach liczył już 4516 wiernych, rzymskokatolicki 1455, ewangelików było 434. Początkowo współdzielono kościół rzymskokatolicki do czasu kiedy husyci wybudowali własny dom modlitwy w 1925, po czym nastąpił definitywny podział, a nowym proboszczem rzymskich katolików został Josef Pavlásek.
W 1928 parafia została przepisana do nowo utworzonego dekanatu śląskoostrawskiego, a w 1939 jako jedna z 17 parafii archidiecezji wrocławskiej pozostała w granicach Protektoratu Czech i Moraw. W 1947 obszar ten wyjęto ostatecznie spod władzy biskupów wrocławskich i utworzono Apostolską Administraturę w Czeskim Cieszynie, podległą Watykanowi. W 1978 obszar Administratury podporządkowany został archidiecezji ołomunieckiej. W 1996 wydzielono z archidiecezji ołomunieckiej nową diecezję ostrawsko-opawską.